# Totalita.cz
Das Portal totalita.cz beschäftigt sich mit der Geschichte des kommunistischen Regime in der Tschechoslowakei 1945 bis 1989.

## Geschichte und Aufgabe des Portals
„Wir wollen nicht, dass die junge Generation der kommunistischen Propaganda der Gegenwart anheimfällt und infolge dessen auch Illusionen über das Leben vor 1989“ sagt über die Ziele und selbstgesteckte Aufgabe einer der Portal-Gründer, Tomáš Vlček. Im Vordergrund stehen dabei Komplexe wie Entstehung des Totalitarismus in der Tschechoslowakei (1945 bis 1948), Machtübernahme durch die KPTsch, Verstaatlichung der Industrie und Kollektivierung der Landwirtschaft, politische Prozesse in den 1950er Jahren (und später), Normalisierung nach dem Prager Frühling u. a. Die Beiträge in Form von fundierte enzyklopädischen Artikeln werden durch Dokumente, Gesetze und Bildmaterial ergänzt. Außer einem Personen- und Sachregister gibt es auch eine Kalendarium-Übersicht der ganzen Epoche. Wer Informationen über die Opfer des Kommunismus sucht, kann hier fündig werden. Der Server wird nicht nur von Studenten, sondern auch von verschiedenen Medien, die sich mit der Geschichte des Landes auseinandersetzen, sehr häufig benutzt.
Totalita.cz arbeitet mit mehreren Instituten und Organisationen, die sich ebenfalls mit der kommunistischen Vergangenheit auseinandersetzen: Ústav pro studium totalitních režimů (ÚSTR), Internetportal Paměť národa, Vereinigung Post Bellum und andere.
Das Gründungsdatum des Portals ist der 17. November 1999.